# 波羅美
波羅美（占語名：Po Rome，？—1651年）是賓童龍占婆的一位君主。1627年至1651年在位。
波羅美是朱魯族人，來自今日林同省單陽縣一帶。即位前，他曾在吉蘭丹居住數年。1627年繼承王位，他迫使占婆的印度教徒和穆斯林派系之間保持和平。
波羅美在位期間，在潘郎盆地建立水壩、開鑿運河，灌溉農田。在位期間，占婆與暹羅、柬埔寨、越南、印度、馬來世界甚至西方國家展開貿易。1629年，越南阮主的富安總督文封（占婆人）起兵反叛，被阮有榮鎮壓。同年，阮福源將女兒阮氏玉誇嫁給了波羅美。
1651年，富安發生占族與越族移民的衝突，波羅美在戰鬥中受傷死去。其兄婆抋繼位。
今日越南寧順省寧福縣有波羅美塔。